# Cantone di Château-Gontier-Ovest
Il Cantone di Château-Gontier-Ovest era una divisione amministrativa dell'arrondissement di Château-Gontier.
È stato soppresso a seguito della riforma complessiva dei cantoni del 2014, che è entrata in vigore con le elezioni dipartimentali del 2015.
Comprendeva parte della città di Château-Gontier e i comuni di:
- Ampoigné
- Chemazé
- Houssay
- Laigné
- Loigné-sur-Mayenne
- Marigné-Peuton
- Origné
- Saint-Sulpice